# Comuna Iabloana, Glodeni
Comuna Iabloana este o comună din raionul Glodeni, Republica Moldova. Este formată din satele Iabloana (sat-reședință) și Soroca.

## Demografie
Conform datelor recensământului din 2014, comuna are o populație de 2.263 de locuitori. La recensământul din 2004 erau 2.965 de locuitori.

## Administrație și politică
Componența Consiliului local Iabloana (11 consilieri), ales la 5 noiembrie 2023, este următoarea:
|  | Partid                                        | Consilieri | Componență | Componență | Componență | Componență | Componență | Componență |
|  | --------------------------------------------- | ---------- | ---------- | ---------- | ---------- | ---------- | ---------- | ---------- |
|  | Partidul Socialiștilor din Republica Moldova  | 6          |            |            |            |            |            |            |
|  | Partidul Dezvoltării și Consolidării Moldovei | 3          |            |            |            |            |            |            |
|  | Partidul „Renaștere”                          | 1          |            |            |            |            |            |            |
|  | Partidul Nostru                               | 1          |            |            |            |            |            |            |